# 愚园路754号
愚园路754号位于中華人民共和國上海市长宁区愚园路754号，始建于1931年，最早由犹太人Roseberry起建后居住，占地210平方米，建筑面积329.7平方米，1998年由于地处上海地铁2号线江苏路建设范围，原建筑保留从754号平移至750弄后作为上海市同仁医院（现长宁区妇幼保健院愚园路院区）一部分并附名小白楼。现为2019年3月29日从武夷路320弄4号迁来的江苏路街道社区卫生服务中心儿童保健和预防接种用房。